# Punčka za milijon dolarjev
Punčka za milijon dolarjev (angleško Million Dollar Baby) je ameriški športno dramski film iz leta 2004, ki ga je režiral, koproduciral in zanj napisal glasbo Clint Eastwood, ki tudi nastopa v filmu, ob njem sta v glavnih vlogah še Hilary Swank in Morgan Freeman. Zgodba sledi starejšemu nepriznanemu boksarskemu trenerju Frankieju Dunnu (Eastwood), ki ga preganjajo napake iz preteklosti, in njegovemu prizadevanju za pokoro s pomočjo mladi boksarski amaterki Maggie (Swank), da uresniči svoje sanje in postane profesionalna borka. Scenarij je napisal Paul Haggis in temelji na kratkih zgodbah F.X. Toolea Rope Burns: Stories from the Corner.
Film je bil premierno prikazan 15. decembra 2004 v ameriških kinematografih. Uspešen je bil tako finančno z več kot 216 milijoni USD prihodkov ob 30-milijonskem proračunu, kot tudi dobro ocenjen s strani kritikov. Na 77. podelitvi je bil nominiran za oskarja v sedmih kategorijah, osvojil pa štiri, za najboljši film in najboljšo režijo (oba Eastwood) ter najboljšo igralko (Swank) in najboljšega stranskega igralca (Freeman). Nominiran je bil tudi za pet zlatih globusov, osvojil pa nagradi za najboljšo režijo in najboljšo igralko (Swank).

## Vloge
- Clint Eastwood kot Frankie Dunn
- Hilary Swank kot Mary Margaret »Maggie« Fitzgerald
- Morgan Freeman kot Eddie »Scrap-Iron« Dupris
- Jay Baruchel kot Dangerous Dillard Fighting Flippo Bam-Bam Barch oz. »Danger«
- Mike Colter kot »Big« Willie Little
- Lucia Rijker kot Billie »The Blue Bear« Osterman
- Brían F. O'Byrne kot oče Horvak
- Anthony Mackie kot Shawrelle Berry
- Margo Martindale kot Earline Fitzgerald
- Riki Lindhome kot Mardell Fitzgerald
- Michael Peña kot Omar
- Benito Martinez kot Billijev manager
- Grant L. Roberts kot Billiejin cutman
- Bruce MacVittie kot Mickey Mackn
- David Powledge kot natakar
- Joe D'Angerio kot cutman
- Aaron Stretch kot os sam
- Don Familton kot napovedovalec